# ERC Ludwigshafen
Der ERC Ludwigshafen ist ein Eis- und Rollsportverein aus Ludwigshafen am Rhein, dessen Herren-Eishockeymannschaft zeitweise an der dritthöchsten Spielklasse in Deutschland teilnahm. Der genaue Vereinsname lautet Eis- und Rollsport-Club Ludwigshafen.

## Abteilung Eishockey
Nachdem 1972/73 auf eine Teilnahme an der Regionalliga vorerst verzichtet wurde, stieg die Seniorenmannschaft des ERC nach der Saison 1972/73 erstmals in den höherklassigen Ligenspielbetrieb auf und nahm in der Saison 1973/74 an der – damals drittklassigen – Oberliga teil, die aber sportlich nicht gehalten wurde. Nachdem die Mannschaft 1974/75, 1975/76 und 1976/77 an der – viertklassigen – Regionalliga teilnahm, gelang der Aufstieg in die Oberliga 1977/78. Aus dieser Liga stieg die Mannschaft wieder in die Regionalliga 1978/79 ab.
In der Saison 1988/89 nahm die Mannschaft zuletzt an der Regionalliga teil.
Später nahm die Mannschaft zeitweise am Spielbetrieb im Hessischen Eissportverband teil, bis nach der Saison 2007/08 die Mannschaft aus dem regulären Spielbetrieb in die – hobbymäßig organisierte – DPL-Liga wechselte.

### Nachwuchs
Unter dem Dach des ERC existieren auch Nachwuchsmannschaften, die am Spielbetrieb der Nachwuchs Hockey-Liga (NwHL) teilnehmen.

## Abteilung Inlinehockey
Die Mannschaft der Scorpions nahm von 2000 bis 2005 an der vom IHL bzw. vom DIHB organisierten Bundesliga teil.

## Spielstätte
Das Eisstadion des ERC wurde vor mehr als 40 Jahren als offenes Kunsteisstadion gebaut.